# Хаэн (королевство)
Королевство Хаэн (исп. Reino de Jaén) — средневековое королевство, часть кастильской короны, существовавшее в 1246—1833 годах.

## История
Королевство Хаэн находилось под юрисдикцией кастильской короны с момента её отвоевания испанцами у мусульман в 1246 году во время Реконкисты. Оно также было известно как «Святое королевство», его территория совпадала с современной провинцией Хаэн. Королевство Хаэн было одним из четырёх королевств Андалусии. На территории королевства Хаэн существовали мусульманские тайфы Баэса, Хаэн и Архона.
Основными городами Королевства Хаэн были города Андухар, Убеда, Баэса, Мартос, Касорла, Алькала-ла-Реаль.
В 1444—1454 годах первыми и единственным принцем Хаэна был Энрике, принц Астурийский (1425—1474), будущий король Кастилии Энрике IV (1454—1474).
Королевство Хаэн было разделено на юрисдикционные части: Хаэн, Баэса, Убеда, Андухар и Мартос.
В 1809 году король Испании Жозеф Бонапарт запланировал ввести новый порядок административного устройства Испании на основе французского. Королевство Хаэн было превращено в префектуру Гвадалквивир-Альто со столицей в Ла-Каролине. 17 апреля 1810 года Испания была разделена на 38 префектур. Префектура Альто-Гвадалквивир со столицей в Хаэне делилась на три субпрефектуры: Хаэн, Ла-Каролина и Убеда. Во время Войны за независимость Испании новая административная реформа не была полностью реализована, многие районы не контролировались французскими войсками. После окончания войны в 1813 году префектуры были отменены, на их место вернулось прежнее деление королевства.
20 ноября 1833 года Испания провела административную реформу, территория страны была разделена на исторические регионы. Королевство Хаэн было ликвидировано, а на её территории было создано современная провинция Хаэн. В состав провинции Хаэн были включены города Бенатаэ, Хенаве, Орсера, Сантьяго-де-ла-Эспада, Сегура-де-ла-Сьерра, Силес, Торрес-де-Альбанчес и Вильярродриго, ранее входившие в состав Королевства Мурсия. Также в составе провинции Хаэн входят два муниципалитета: Бельмес-де-ла-Мораледа и Солера, ранее входившие в состав Королевства Гранада. В настоящее время провинция Хаэн состоит из муниципалитетов, которые можно увидеть в приложении Муниципалитеты провинции Хаэн.

## Галерея
- Карта Королевства Хаэн (1750-1754).
- Четыре королевства Андалусии (Кордова, Севилья, Хаэн и Гранада).
- Королевство Хаэн в 1590 году.